# Komitet Centralny Związku Komunistów Jugosławii

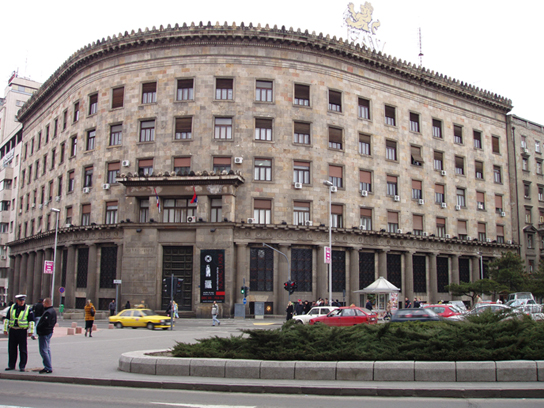
b. siedziba KC ZKJ w budynku Banku Rolnego (Agrarna banka) przy Trg Nikole Pašića 11 (1945–1965)

Komitet Centralny Związku Komunistów Jugosławii (Централни комитет Савеза комуниста Југославије, Centralni komitet Saveza komunista Jugoslavije) – centralna instancja partii, wykonująca polecenia Biura Politycznego Związku Komunistów Jugosławii, de facto organ zarządzania wszystkimi dziedzinami życia w tym kraju. 
Komitet Centralny, wspólnie z partią, kilkakrotnie zmieniał nazwę – od 1919 do 1920 był Centralną Radą Partyjną SRPJ (k) (Централно партијско веће СРПЈ(к)), od 1920 do 1925 Centralną Radą Partyjną KPJ (Централно партијско веће КПЈ), od 1925 do 1952 Komitetem Centralnym KPJ (Централни комитет КПЈ).
W ostatniej fazie Socjalistycznej Federalnej Republiki Jugosławii komitet centralny składał się ze 110 do 120 członków wybranych przez poszczególne republiki i prowincjonalne partie komunistyczne.

## Komórki organizacyjne[2]
- Wydział Stosunków Międzynarodowych
- Wydział Rozwoju Związku Komunistów
- Wydział Systemu i Stosunków Społeczno-Politycznych
- Wydział Polityki Gospodarczej i Społecznej
- Wydział Politycznej Propagandy i Informacji
- Centrum Studiów Społecznych
- Centrum Badań
- Szkoła Polityczna ZKJ im. Josipa Broz Tito (Политичкa школa СКЈ „Јосип Броз Тито”), Kumrovec
- gazeta Borba, Belgrad

## Siedziba
Mieściła się w Belgradzie, w budynku Banku Rolnego (Agrarna banka) z 1934 (proj. bracia Petar i Branko Krstić) przy Trg Nikole Pašića (Трг Николе Пашића) 11 (1945–1965), następnie w wieżowcu Ušće z 1964 (proj. Mihailo Janković) przy Bulevar Mihajlo Pupin (Булевар Михајла Пупина) 6 w Nowym Belgradzie (1965–1990).